# Steriphopus macleayi
Steriphopus macleayi är en spindelart som först beskrevs av O. Pickard-Cambridge 1873.  Steriphopus macleayi ingår i släktet Steriphopus och familjen Palpimanidae.
Artens utbredningsområde är Sri Lanka. Inga underarter finns listade i Catalogue of Life.